# Punargentus angusta
Punargentus angusta är en fjärilsart som beskrevs av Gustav Weymer 1911. Punargentus angusta ingår i släktet Punargentus och familjen praktfjärilar. Inga underarter finns listade.